# Cartes de Suisses
Cartes de Suisses ist ein Name, der manchmals an einem standarden Tarock des 18. Jahrhunderts gegeben wird, das zuerst in Rouen, später auch in der österreichische Niederlande sowie im Hochstift Lüttich hergestellt wurde. Infolgedessen werden es auch als Flämisches Tarock oder Belgisches Tarock genannt. Es werden besser als das „Rouen/Brüsseler Muster“ bezeichnet. Es gibt keine Beweise dafür, dass diese Art von Tarockkarten jemals in Schweiz hergestellt wurde.

## Geschichte

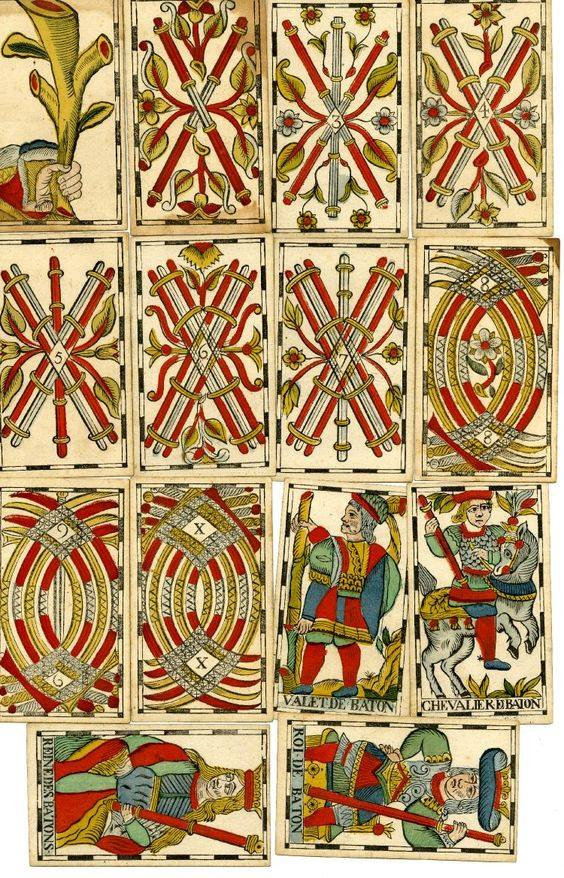
Tarot de Marseille

### Hintergrund
Tarockkarten tauchten im frühen 15. Jahrhundert im Norditalien auf, wobei die ersten dokumentierten Tarockkarten in Mailand, Ferrara, Florenz und Bologna nachgewiesen wurden. Die frühesten erhaltenen Beispiele sind die Visconti-Sforza-Trionfikarten, die Mitte des 15. Jahrhunderts für die Herzöge von Mailand hergestellt wurden. Da die frühesten Tarockkarten mit der Hand bemalt wurden, wurden sie wahrscheinlich nur in kleinen Auflagen produziert. Das Aufkommen der Druckmaschine ermöglichte jedoch die Massenproduktion von Karten und ihre Ausbreitung in andere Ländern. Die Verbreitung des Tarocks außerhalb Italiens, zuerst nach Frankreich und der Schweiz, ereignete sich während der italienischen Kriege. Am häufigsten verbreitet war in beiden Ländern war das aus Mailand stammende Tarot de Marseille.

### Entstehung und Verbreitung der „Cartes de Suisses“
Obwohl es heißt, dass „im späten 16. Jahrhundert eine hohe französische Steuer auf die Spielkartenherstellung viele Kartenmacher zur Auswanderung in die Schweiz zwang, wo sie ein neues Tarotkartendesign entwickelten, das als „Cartes de Suisses“ bekannt wurde“, gibt es keinerlei Beweise für eine solche Auswanderung. In der Schweiz war die Spielkartenherstellung im Niedergang begriffen und kam im frühen 17. Jahrhundert vollständig zum Erliegen. Die Schweizer mussten daher ihre Spielkarten aus Épinal (damals im Herzogtum Lothringen) und Lyon importieren. Der Entwurf der sogenannten „Cartes de Suisses“ kann nicht in der Schweiz entstanden sein. Im Gegenteil, scheine diese Spielkarten ein stark italienisches Grundmuster mit deutlichen normannischen Details verstärkt zu haben. Von Rouen aus wurden sie in die Niederlande und nach Lüttich exportiert.
Dieses Muster wurde von Kartenmachern in den österreichischen Niederlanden übernommen, möglicherweise aufgrund der Verbreitung eines Schweizer Tarockspiels wie Troggu im 18. Jahrhundert in diesen Weltteilen. Viele Schweizer Söldner waren in den österreichischen Niederlanden stationiert. Dieses Muster wurde dort im 18. Jahrhundert zum Standardmuster; der Name „Cartes de Suisses“ blieb erhalten.
1849 wurde beispielsweise ein Spiel „Schweizer Tarots, Cartes de Suisses“ in einem Katalog zum Verkauf angeboten. Die Beschreibung besagt, dass es in Brüssel vom Kartenmacher F. J. Vandenborre hergestellt wurde und 78 Karten umfasst. „Die Mantelkarten sind äußerst merkwürdig und stellen Bacchus, Liebe, Tod, Teufel, Blitz, Sonne, Mond, Sterne, Jüngstes Gericht, Narr usw.“ dar.
Der Name „Flämisches Tarot“ wurde gegeben, weil man annahm, dass die Karten im flämischsprachigen Teil der Österreichischen Niederlande hergestellt wurden. Dies ist jedoch ein Irrtum: die Orte, an denen sie hergestellt wurden – Brüssel, Bouvignes, Lüttich, Dinant – lagen alle außerhalb von  Flandern.

## Spielkarten
Das Muster der Cartes de Suisses unterscheidet sich vom Tarot de Marseille. Seine wichtigsten Unterscheidungsmerkmale sind:
- Tarot II: Die Päpstin wird durch „L'Espagnol. Capitano Eracasse“, einen großspurigen spanischen Kapitän, ersetzt.
- Tarot V: Der Papst wird durch Bacchus (geschrieben „Bacus“), den Weingott, ersetzt.
- Tarot XII: Die Inschrift für den Gehängten („Le Pendue“) wird als „Lepen-du“ geschrieben.
- Tarot XVI: Das Haus Gottes („Maison Dieu“) wird durch den Blitz („La Foudre“) ersetzt.
- Tarot XXII: Der Narr ist ungewöhnlicherweise nummeriert, vielleicht weil er kürzlich zur obersten Karte erhoben wurde (siehe Troggu).

Die Motive vieler Tarots unterscheiden sich ebenfalls. Beispielsweise zeigt „Der Stern“ einen sitzenden Astronomen statt einer knienden Frau. Sie stammen eindeutig aus einer anderen italienischen Tradition.
Die Bilden unten zeigen die 22 Tarocke (Trümpfe) der Cartes de Suisses:

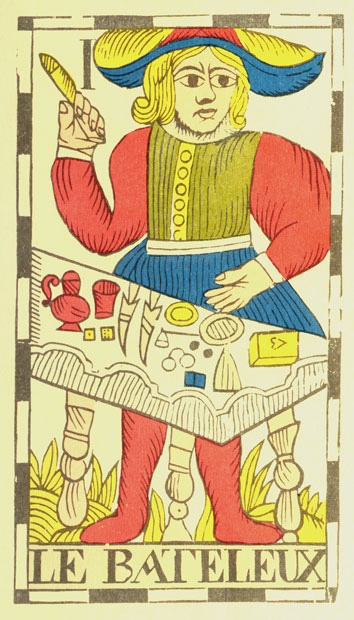
Le Bateleux
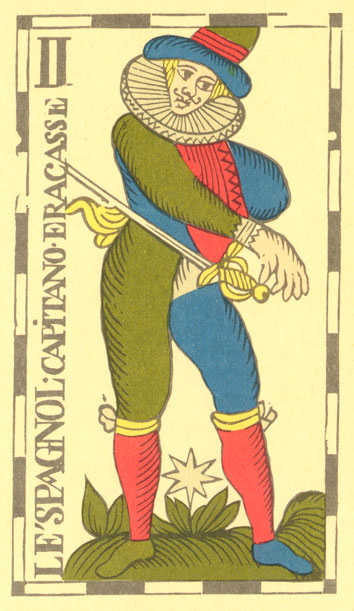
LE'spagno - Capitano Eracasse
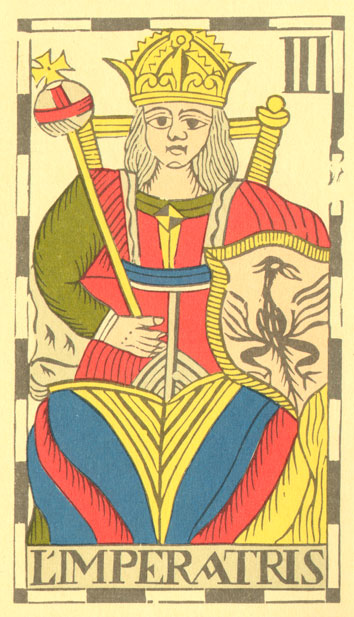
L'Imperatris
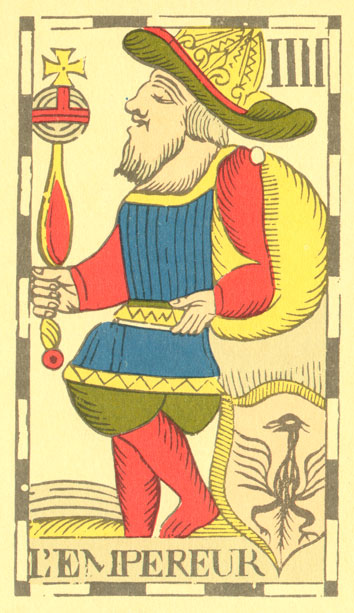
L'Empereur
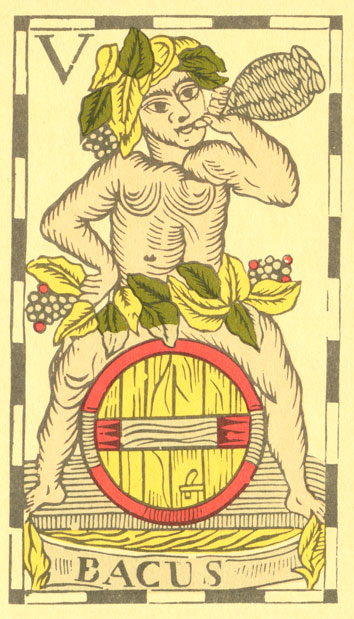
Bacus
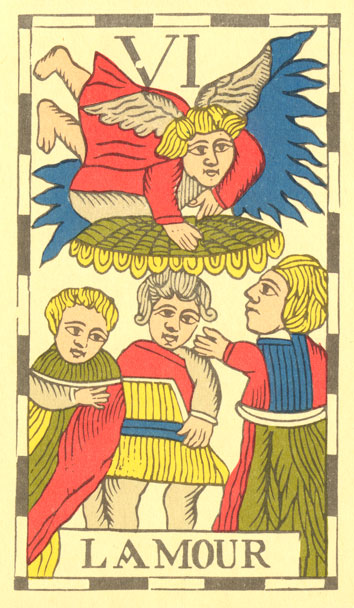
L'Amour
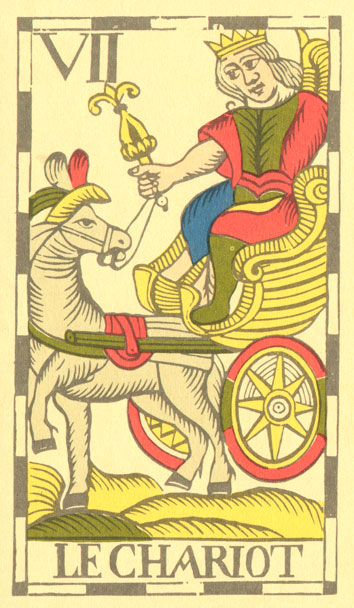
Le Chariot
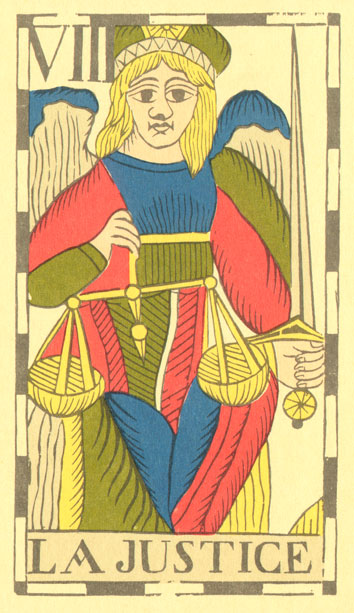
La Justice
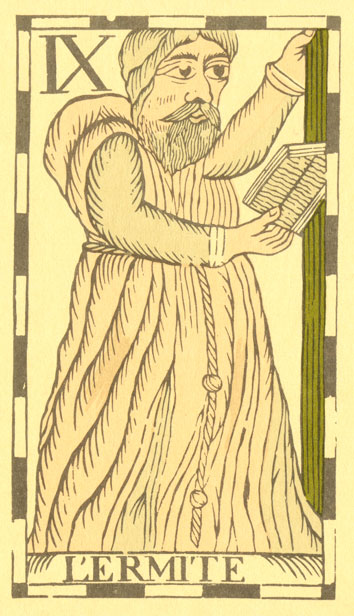
L'Ermite
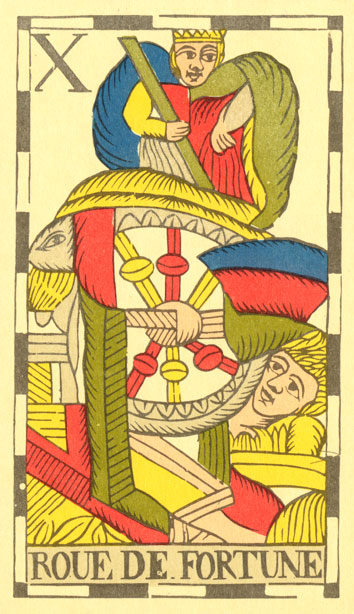
Roue de Fortune
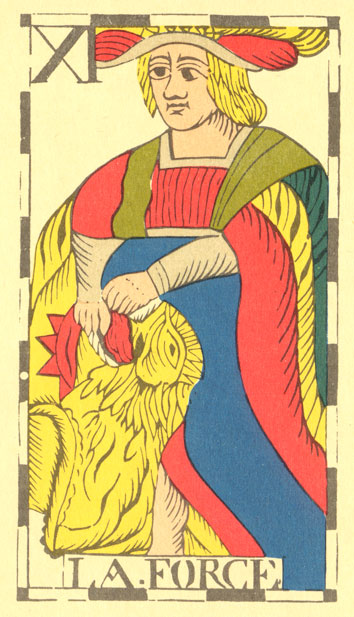
La Force
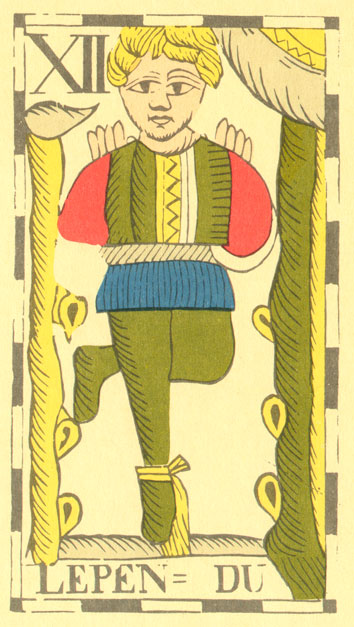
Lepen-Du
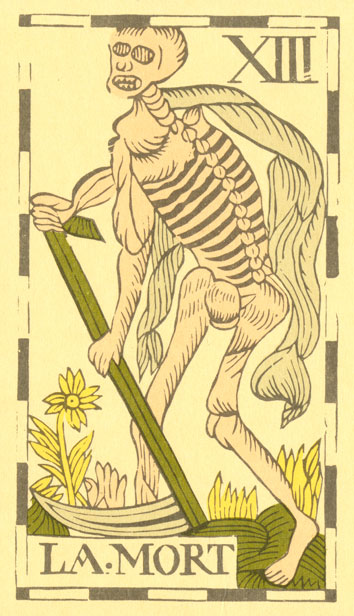
La Mort
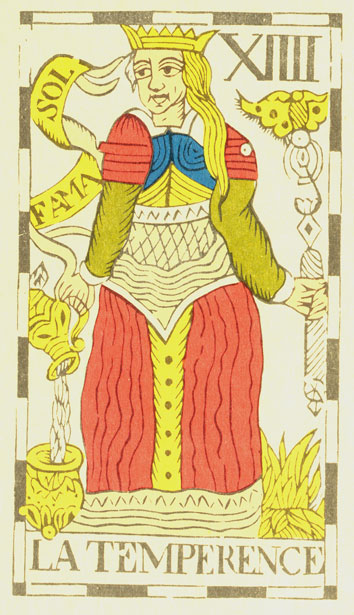
La Temperance
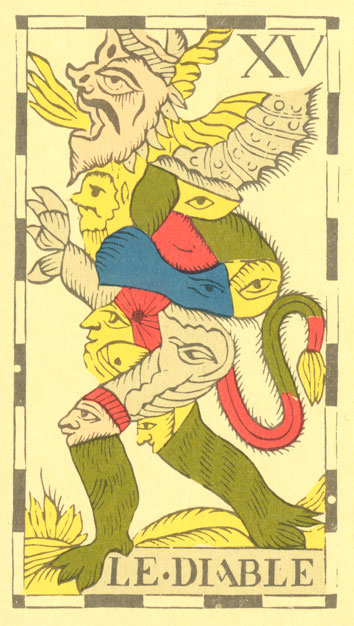
Le Diable
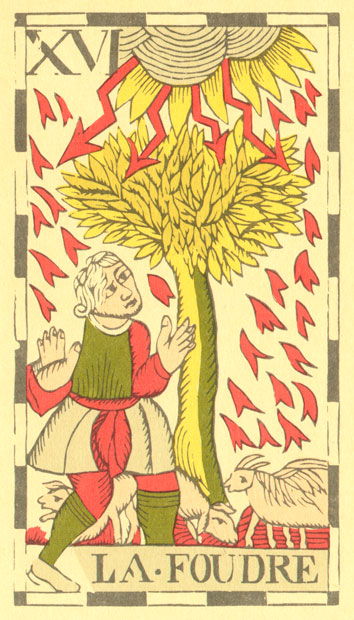
La Foudre
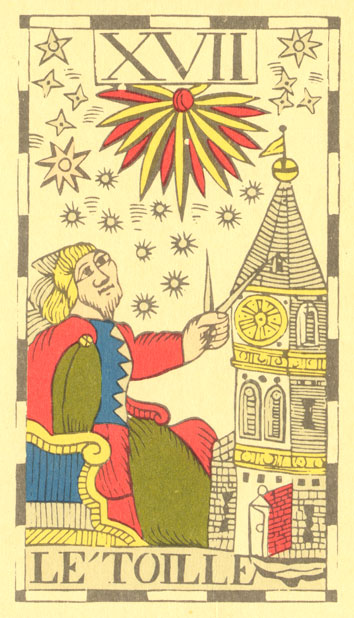
LE'toille
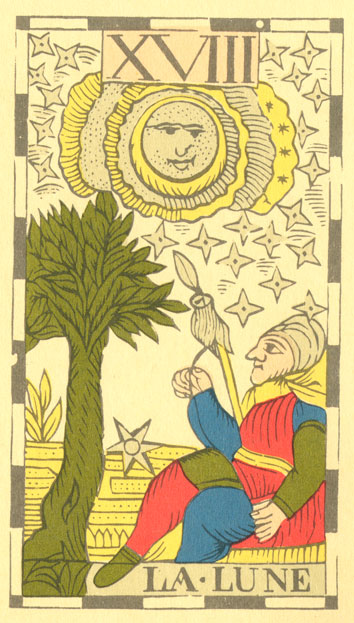
La Lune
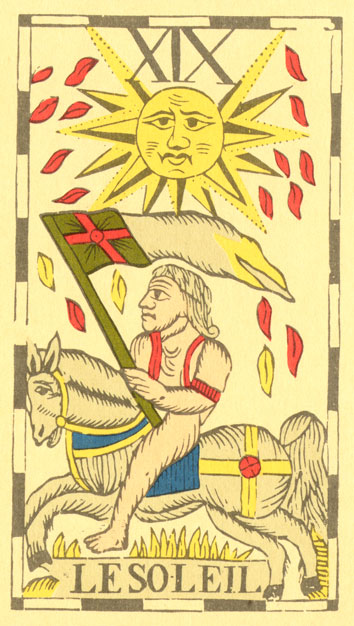
Le Soleil
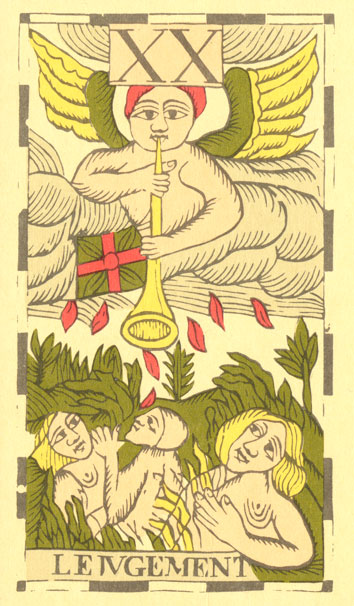
Le Jugement
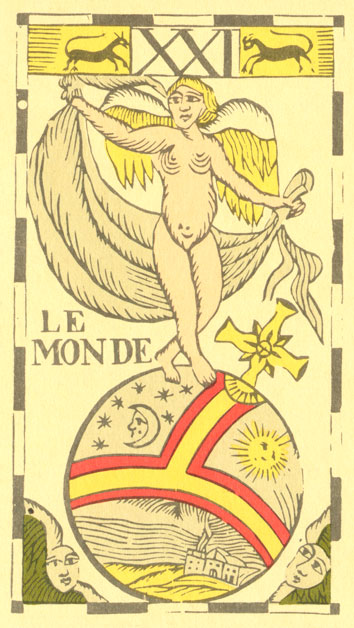
Le Monde
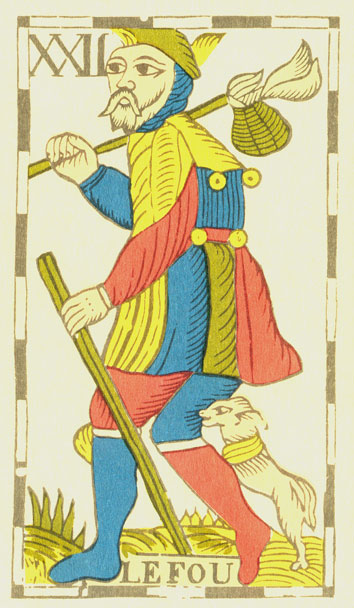
Le Fou